# San Vicente del Caguán
San Vicente del Caguán is een gemeente in het Colombiaanse departement Caquetá. De gemeente telt 42.374 inwoners (2005).
De plaats is de zetel van het rooms-katholieke bisdom San Vicente del Caguán.
- Library of Congress Control Number: n2005049289
- Nationale Bibliotheek van Israël: 987007489565505171
- Virtual International Authority File: 126878146

Albania · Belén de los Andaquies · Cartagena del Chairá · Currillo · El Doncello · El Paujil · Florencia · La Montañita · Puerto Milán · Morelia · Puerto Rico · San José del Fragua · San Vicente del Caguán · Solano · Solita · Valparaíso